# سعيد العايدي
سعيد العايدي (8 مايو 1961 -) هو وزير الصحة العمومية في تونس كما شغل منصب وزير التشغيل سابقا.

## نشأته ومسيرته
ولد سعيد العايدي في 8 مايو 1961 في صلامبو بتونس العاصمة لأب عمل أستاذا ثانويا في الرياضيات ثم مفقدا في نفس المادة ثم موظفا في وزارة التربية القومية ولأم فرنسية عملت أستاذة تعليم ثانوي في الرياضيات. وهو أحد سبع أولاد، ثلاث بنات وأربعة صبيان. لعب في طفولته الكرة الطائرة في نادي حلق الوادي والكرم. تخرج من مدرسة البوليتكنيك في فرنسا وكان قائد فريق الكرة الطائرة في مدرسة البوليتكنيك حيث ربح البطولة العسكرية والمركز الثاني في البطولة الجامعية. عمل في شركة آي بي أم. ويشغل الآن منصب مدير عام فرع تونس من شركة آش أر أكساس. تم تعيينه وزيرا للتشغيل في حكومة محمد الغنوشي في 27 جانفي 2011 وبقي في المنصب في حكومة الباجي قايد السبسي لغاية ديسمبر 2011.
تم تعيينه في حكومة حبيب الصيد كوزير للصحة بعد انتخابات 2015
كما أنه عضو في حركة نداء تونس.

## الحياة الشخصية
هو متزوج ولديه 3 أولاد.